# Juan V de Portugal
Juan V de Portugal, apodado el Magnánimo (Lisboa, 22 de octubre de 1689 – Lisboa, 31 de julio de 1750), fue rey de Portugal entre 1706 y 1750 convirtiéndolo así en el monarca más longevo de la historia de Portugal. Sucedió a su padre Pedro II en diciembre de 1706 y fue proclamado rey el 1 de enero de 1707.

## Reinado

### Comienzos del reinado

#### Oro en Brasil
Ningún evento marcaría el reinado del Rey Juan V tanto como el descubrimiento de oro en una región remota del interior de Brasil a mediados de la década de 1690, cuando todavía era Príncipe de Brasil. La minería de oro comenzó a llegar a Portugal a fines de esta década. En 1697, el embajador francés Rouillé mencionó la llegada del oro "peruano", citando 115.2 kg. Dos años después, en 1699, 725 kg de oro habrían llegado a Lisboa; para 1701, la cantidad ya habrá aumentado a 1775 kg. La economía de la colonia estaba entrando en el llamado ciclo del oro y la explotación del oro motivaría, al principio de su reinado, los conflictos de 1707-1709 en la región de las minas, conocida como la Guerra de los Emboabas.
Desde entonces, la cantidad de oro extraído en Brasil siguió aumentando durante la primera mitad del reinado para estabilizarse en su última década. Solo en el reinado siguiente la producción de oro comenzó a disminuir, lo que, junto con el terremoto de 1755, sería desastroso para Portugal. Pero durante la vida de D. Juan V, no se previeron problemas futuros: en algunos años llegaron a Lisboa más de veinte toneladas de oro; en valores promedio, durante los años de su largo reinado, más de ocho toneladas de oro de Brasil ingresaron a Portugal. En la década de 1720, los diamantes todavía se encontraban en grandes cantidades en la región de la aldea colonial hoy llamada Diamantina.

### Guerra de sucesión española
Cuando comenzó su reinado en 1707, estaba en medio de la guerra de sucesión española (1701-1714), una guerra que D. Juan V heredó de su padre. En esto, después del Tratado de Methuen de 1703, Portugal se alineó con la Reina Ana de Gran Bretaña y el Emperador Leopoldo I contra España y la gran potencia continental, Francia. Una gran armada angloholandesa había llegado a Lisboa en 1704, con el hijo del emperador, el archiduque Carlos a bordo y un ejército para, junto con las tropas portuguesas, invadir España a través de Portugal. En el contexto de la invasión que se preparó en la península, se  había evacuado la plaza de la colonia de Sacramento en  el Río de La Plata frente a Buenos Aires en 1705.
En 1706, un año antes de ascender al trono, Portugal preparó a su ejército, comandado por el marqués de Minas y ayudado por batallones ingleses y holandeses a las órdenes del conde de Galway, para invadir España desde la frontera de Ciudad Rodrigo. El ejército confederado luego tomó Salamanca en su camino hacia la capital de España. En junio, Portugal había conquistado Madrid para el archiduque Carlos, la primera y única vez en la historia que un ejército portugués se hizo cargo de la capital española. El archiduque finalmente fue coronado Rey de España, pero el ejército confederado se vio obligado a retirarse hacia el sur poco después.

#### Batalla de Almansa y reformas militares
Cuando el príncipe Juan ascendió al trono, el ejército portugués estaba en Cataluña, aún mandado por el marqués de las Minas y apoyado por las tropas inglesas y holandesas bajo Galway. Pero después de largas maniobras que lo llevaron al sur, se libró una batalla importante el 25 de abril de 1707 en Almansa, en la frontera entre La Mancha, Valencia y Murcia, contra el ejército franco-español del duque de Berwick. En la batalla de Almansa, la suerte no estuvo del lado de las armas portuguesas, y el ejército anglo-portugués sufrió una fuerte derrota contra las fuerzas franco-españolas. A continuación, el pueblo fronterizo español de Valencia de Alcántara fue reconquistado por el enemigo que, aún por orden del duque de Osuna, atacó la frontera de Alentejo y conquistó a Serpa y Moura un mes después.
Juan V aprovechó esta derrota para llevar a cabo importantes reformas en la administración y el ejército. El día de su aclamación, el 1 de enero, ya había nombrado a D. Tomás de Almeida, obispo de Lamego y futuro patriarca de Lisboa, para el importante cargo de escriba de pureza. Tres días después de la derrota, despidió a varios antiguos asesores de Pedro II y nombró a Diego de Mendoza Corte-Real, Secretario de Estado.
Al mismo tiempo, comenzó una reforma del ejército, que resultó en las ordenanzas militares de 1707, en las que los viejos tercios se transformaron en regimientos modernos y el antiguo puesto de maestre de campo se convirtió en coronel. Del mismo modo, el antiguo Rosario de la Corona de Portugal, la unidad militar permanente más antigua de Portugal (1618), se transformó en dos regimientos de la Armada.
En el mismo año, y también como resultado de la guerra en la que se encontraba el reino, la Clase de Arquitectura y Fortificación Militar se transformó en la Academia Militar de la Corte. Esta fue solo una de varias "clases" en Portugal y en el extranjero; unos años antes se habían creado varias clases similares en Viana do Castelo (1701) y en Brasil en Salvador (Bahía) (1698), Río de Janeiro (1698), Recife (Pernambuco) (1701) y Sao Luis (Maranhão) (1705).
El rey Juan V quería promover estudios militares, asistir personalmente a actos solemnes de los exámenes, y también traducir e imprimir algunas obras de fortificación y artillería, como la Fortificación Moderna del contemporáneo Johann Friederich Pfeffinger (1667-1730). Más tarde, en 1732, establecería academias militares en las dos principales plazas fronterizas de Portugal: Elvas, en el Alentejo, y Almeida, en las Beiras.
Sin embargo, el final del año estuvo marcado por otro revés para las aspiraciones militares portuguesas, cuando una gran flota inglesa de cerca de ciento cincuenta buques, que traían refuerzos a Portugal después de la derrota de Almansa y era escoltada por seis barcos de guerra ingleses fue destruida cerca de Cape Lizard por los escuadrones franceses de Duguay-Trouin y el contralmirante Forbin.

### Matrimonio
En octubre de 1708 contrajo matrimonio con su prima María Ana de Austria, hija del Emperador Leopoldo I de Habsburgo y Leonor Magdalena de Palatinado-Neoburgo, está última era hermana de su madre, para estrechar así su alianza con Austria.

### Saqueo de Río de Janeiro
Mientras tanto, la guerra de sucesión española continuó. Después de Almansa, la participación portuguesa se había limitado a acciones fronterizas más pequeñas. Vital para la corona en este período fue garantizar la seguridad de las fuerzas armadas de Brasil, grandes flotas de cincuenta a ciento cincuenta barcos, que anualmente traían azúcar, tabaco y oro, escoltados por media docena de escuadrones de guerra.
En 1710, el corsario francés Jean-François Duclerc intentó, con seis barcos, atacó Río de Janeiro, el puerto de embarque de oro. Sin embargo, fue repelido por las fortalezas de la barra cuando intentó ingresar a la Bahía de Guanabara y luego intentó desembarcar en una playa más distante; Una marcha sobre la ciudad sufrió una fuerte derrota y Duclerc fue encarcelado.
Pero pronto René Duguay-Trouin, quien desde 1706 con tres barcos había intentado capturar sin éxito algunos barcos de la flota brasileña, siendo puesto en fuga por la escolta de seis barcos de la marina de guerra real portuguesa y en 1707 había interrumpido la flota de convoyes ingleses de Portugal, demostró su talento militar.
Al año siguiente de la incursión de Duclerc, en 1711, utilizando varios relatos de los vientos, las corrientes y las fortificaciones de Río de Janeiro, Duguay-Trouin esperó fuera de la ciudad, con un escuadrón financiado por el rey o en privado, según las condiciones. Al amanecer del 12 de septiembre de 1711, con el viento y la corriente a favor y el río cubierto de niebla matutina, avanzó sobre la ciudad con un escuadrón de siete buques de guerra y seis fragatas. Gracias a las condiciones, solo tuvo que soportar unas pocas salvas de las fortalezas de la barra, que el año anterior habían ahuyentado a Duclerc. Luego, los franceses entraron en la bahía de Guanabara y, después del bombardeo y el desembarco, lograron conquistar la ciudad. Después de dos meses de ocupación, el gobernador de Río de Janeiro acordó, bajo amenaza de destrucción de la ciudad, pagar un rescate de 610 000 cruzados. La expedición Duguay-Trouin tuvo así un éxito comparable al saqueo de Cartagena de Indias en 1697 por el Barón de Pointis, y consecuencias nefastas para las finanzas de Juan V.
En la península, los portugueses, en marzo del mismo año, reconquistaron la plaza Miranda do Douro y fueron rodeados por los ejércitos españoles de Campo Maior y Elvas, en la frontera del Alentejo. A finales de año nació la infanta Da. María Bárbara de Braganza, la futura reina de España, que años más tarde, en 1729, formó parte del denominado intercambio de princesas.

### Paz: Tratado de Utrecht
Con la muerte del emperador José I el 17 de abril de 1711, su hermano el archiduque Carlos, cuñado del rey Juan V, ascendió al trono imperial como Carlos VI. Esto desequilibró el sistema de alianzas europeas y significó el fin de la guerra de sucesión española, ya que era impensable que el emperador de Austria también fuera el rey de España.
En la ciudad de Utrecht se unieron los ministros de los dos bloques. Portugal, representado por el conde de Tarouca y D. Luís da Cunha, firmó una paz separada con Francia el 11 de abril, el mismo día en que la mayoría de los otros estados firmaron la paz general. La paz con España, sin embargo, sería firmada el 6 de febrero de 1715. En los artículos del tratado de paz, sólidos y perpetuos con una amistad sincera y verdadera, leemos:

Art. III: "Amnistía para todas las personas, y los oficiales como los soldados, y quaesquer otra ..." / 
art. IV: "Todos los prisioneros y rehenes de Huma y otra parte devolverán ..." / 
Art. V: "las plazas, Castellos. . . Territorios y campos pertenecientes a las dos coronas. . . se devolverá en su totalidad y sin reservas, de modo que el Rayas, y límites de los dos reinos están en el mismo estado que antes de la guerra actual " / 
Art. IX: " Los cuadrados de Albuquerque y Puebla para entregar en el mismo estado en que se Achao . . . también sobre el Castello de Noudar Y Colonia del Sacramento . "/ 
Art. X: " Los residentes de estas plazas, o quaesquer otros lugares occupados en esta guerra, no quieren quedarse allí, puede Retirarse las acciones antes mencionadas, la venta y disposición de sus bienes inmuebles y muebles ... " / 
Art. XI: " los bienes confiscados entre sí debido a esta razón y Guerra, serán devueltas a sus antiguos propietarios o sus herederos ... "

### Potencia mundial: guerras en Oriente
Al comienzo del reinado de Juan V, mientras luchaban en Europa y en el Nuevo Mundo, los portugueses, como potencia mundial que eran entonces, también se vieron envueltos en guerras en Oriente.
En la India, el año en que Juan V ascendió al trono marcó el inicio del colapso del Imperio Mogol, que tradicionalmente había mantenido buenas relaciones con Portugal; este último entró en rápido declive después de la muerte de Aurangzeb en 1707. En su lugar, el Imperio Maratha, un fuerte enemigo de los portugueses desde finales del siglo XVII, aumentó su poder. Como resultado, durante prácticamente todo el reinado del rey Juan V, los portugueses se encontraron en guerra con los marathas. El almirante de la armada Maratha, por los portugueses llamado Angriá, y sus hijos y sucesores, fueron, especialmente durante las dos primeras décadas del siglo, una amenaza frecuente para la navegación portuguesa (e inglesa) en la costa india.
Otro enemigo eran los árabes de Mascate, una antigua posesión portuguesa que perdieron en 1650. A principios del siglo XVIII, estaban en el apogeo de su poder, habiendo conquistado lugares en la costa de África Oriental hasta Zanzíbar, incluida la posesión portuguesa de Mombasa, conquistada fugazmente por los portugueses en 1729. Prácticamente todos los años los portugueses enviaban un escuadrón, la llamada Armada do Estreito, desde Goa hasta el Golfo de Omán y el Estrecho de Ormuz, para proteger su comercio con Persia y tratar de evitar que los escuadrones de Omán salgan y lleguen al mar Arábigo.

#### Batalla de Surat
El apogeo de la guerra que mantenían los árabes de Omán con los portugueses en la India alcanzó su auge entre 1714 y 1719. En 1714, una fuerte escuadra árabe de siete barcos llegó al puerto neutral de Surat, en el Golfo de Khambhat, el principal puerto del Imperio mogol. En lugar de ir hacia el sur, para atacar la navegación portuguesa en el Mar Arábigo como era su costumbre, tuvieron que permanecer en el puerto para reparar dos de los barcos, que habían sufrido graves daños durante la travesía. En el puerto de Surat había embarcaciones de varias nacionalidades, entre ellas holandesas, y también dos portuguesas de Macao, la mayor de las cuales se llevaron los árabes. Esta fue una clara violación de la neutralidad del puerto. El virrey de la India, Vasco Fernandes César de Meneses, futuro conde de Sabugosa y virrey de Brasil, obtuvo así la autorización del Gran Mogol para atacar a los árabes en el propio puerto, y allí envió una escuadra. Este estuvo compuesto por la nave Nossa Senhora da Estrella, de 6 piezas, tres fragatas de 122 piezas y cinco corbetas de 73 piezas. Después de una dura batalla contra el escuadrón enemigo de ahora seis barcos y 218 piezas, incluido el barco portugués que habían tomado, los árabes fueron derrotados. Sintomática del estado de guerra en el Estado de India, la fragata São Francisco de Assis, de 34 piezas, no llegó a incorporarse a la escuadra portuguesa contra la escuadra árabe, pues, en el camino, luchó contra una escuadra del Imperio maratha, que la hizo regresar a Goa para reparaciones.
La batalla de Surat marcó el apogeo de la expansión de Omán en el mar Arábigo. Sobre la flota portuguesa, y sobre toda la navegación en el entonces imperio de ultramar, hoy tenemos el informe del misionero italiano Ippolito Desideri, que navegó primero de Lisboa a Mozambique a bordo de barcos portugueses de la Carrera de la India, luego de Mozambique a Goa, y finalmente en este escuadrón de Goa a Surat, con destino al Tíbet. El relato de todo su viaje a Oriente, Notizie Istoriche del Thibet, escrito en Italia en 1727, fue recientemente traducido y publicado en inglés:

(…) El 19 partí en el buque insignia de una gran flota de buques de guerra y mercantes con destino a Surat con otras escalas a lo largo de la costa, todo bajo el mando supremo de Dom Lope de Almeida, miembro de una de las familias más ilustres de Portugal. El propósito de enviar una armada real a Surat era atacar algunos barcos de los árabes de Muscat que, violando las leyes de las naciones y con una audacia que no se toleraba, se habían apoderado de un barco portugués de Macao que en realidad estaba anclado en el mismísimo puerto de Surat. No puedo alabar lo suficiente los modales cultivados y las habilidades singulares de Almeida.

En 1719, se libró una nueva batalla en el golfo Pérsico, en la que la Armada portuguesa del Estrecho, de tres barcos de 66, 64 y 60 piezas y una fragata de 40 piezas derrotó a un escuadrón árabe de igual fuerza de cuatro barcos y 246 piezas. Esta fue la última vez que los árabes intentaron partir hacia el mar Arábigo con fuerza contra los portugueses; la próxima gran batalla entre ellos no sería antes de la campaña de Mombasa, en la costa de África Oriental, en 1727-1729, que los portugueses ganaron en el mar pero perdieron en tierra.
En cuanto a África Oriental, cabe mencionar que no fue hasta 1752 que Mozambique fue eliminado de la esfera gubernamental del Estado de la India. Por tanto, durante el reinado del rey Juan V, los gobernadores de la isla de Mozambique estaban todavía subordinados a los virreyes de la India.

### Política de ostentación: las embajadas en París y Roma
Cuando Manuel I en 1514 envió su magnífica embajada al Papa, incluía un rinoceronte africano, un elefante blanco de la India —el famoso Hanno, la mascota de León X— y jaguares de Brasil. Juan V también quiso asegurarse de que sus embajadas inmortalizaran el nombre de Portugal.
Es importante saber que el ritual del protocolo en ese momento se consideraba de suma importancia política. El primer enviado de Juan V a Roma, en 1709, no iba, por ejemplo, con la condición de Embajador, sino sólo como Enviado Especial. Por lo tanto, el Vaticano le dio las siguientes prerrogativas:
1. Podría haber un dosel en la antecámara y otro en la sala del tribunal;
2. sus caballos podrían tener penachos de seda negra atados a las riendas;
3. al salir en su carruaje, lo precedía un lacayo con librea y parasol rojo, como cardenales y príncipes;
4. se le permitiría una almohada de terciopelo para arrodillarse en la calle de la iglesia y en la calle al repartir la Santa Cena;
5. su lacayo principal podía usar terciopelo español negro;
6. se titularía en tercera persona en italiano,  lei, más respetuoso que Illustrissima para los diplomáticos residentes y menos formal que Eccellenza para los embajadores;
7. podría pedir una audiencia con su santidad con un día de anticipación, o incluso el día de la mañana a la tarde;
8. finalmente, los cardenales siempre lo recibirían con su uniforme cardenalicio, y no con sobrepelliz o trinquete.[16]

En 1707, cuando el conde de Vilar Maior acudió a pedir la mano de la hija del emperador, se encargaron siete magníficos carruajes en Holanda, desde donde el embajador viajó a Viena. Pero de todas las misiones diplomáticas de Juan V, serían las embajadas en París en 1715, después de la guerra de sucesión española, y en Roma al año siguiente, durante la guerra contra los turcos, la más famosa:
- París, 1715: Después de la guerra, el rey Juan V estaba interesado en mejorar las relaciones con Luis XIV de Francia. Para lograr este objetivo, envió al conde de Ribeira Grande, hijo de una princesa francesa y ahijado del rey de Francia, a París, frente a una fastuosa embajada, que hizo una entrada pública a París el 18 de agosto de 1715, poco antes de la muerte de Luis XIV. Con el mayor aparato, en una procesión de cinco magníficas carrozas, cada una tirada por seis caballos de diferentes colores, mientras los lacayos arrojaban 10 000 monedas de plata y 200 monedas de oro acuñadas para la ocasión a los parisinos en las calles. La carroza del embajador, llamada Coche da Coroa, es una de las tantas de la época que hoy se puede ver en el Museo Nacional de Carrozas, en la capital portuguesa;[17]

- Roma, 1716: En el mismo año 1715 un nuncio apostólico llegó a Lisboa para el bautismo del príncipe heredero, José; el coche que llevaba era un regalo para el rey de Portugal, y hoy también se puede ver en el Museo de Carrozas. A cambio de la visita, y debido a los recientes acontecimientos en el Mediterráneo que involucraron a la República de Venecia y al Imperio Otomano, en 1716 Juan V organizó una de las embajadas más lujosas de todos los tiempos en Roma, donde el futuro marqués de abrantes fue embajador en el tiempo, luego marqués de Fontes. La procesión por las calles de la Ciudad Eterna de cinco carrozas temáticos extraordinarios, tres de los cuales se encuentran ahora en el Museo de Carrozas, y diez carrozas acompañantes marcaron el punto culminante de la magnificencia del Poder Real de un monarca que dominó un vasto imperio.[18]

### Triunfo de la política exterior: Batalla de Matapán
En el Mediterráneo, el sultán otomano Ahmed III (1703-1736) quiso vengarse de las derrotas sufridas por su hermano Mustafá II, ratificadas en el Tratado de Karlowitz. En 1715, inició una guerra contra la República de Venecia para conquistar Morea. Venecia pronto pidió ayuda al Papa y al emperador. Y estos, a su vez, pidieron ayuda a los principales reinos católicos europeos: España, Francia y Portugal.
Francia, que acababa de estar en guerra con Austria, no quiso ayudar. Pero España envió una escuadra al Mediterráneo en 1716. Juan V, a diferencia de su hermano, el Infante Francisco, no era un apasionado del mar. Sin embargo, quizás para evitar quedarse atrás del monarca español, el rey montó un escuadrón para defender Corfú, que estaba rodeada por los turcos. Esta escuadra, de cinco naves de 334 piezas, más una fragata y varias naves auxiliares, estaba comandada por el Conde de Río Grande. Desafortunadamente para las armas portuguesas, cuando llegaron a Corfú los turcos ya habían levantado el sitio. Pero la recompensa por la fastuosa embajada de Juan V en Roma y por la escuadra contra los turcos en el Mediterráneo ese verano de 1716 fue inmediata: en noviembre del mismo año, el Papa Clemente XI elevó el estatus de archidiócesis de la capital portuguesa, creando el Patriarcado de Lisboa. Los únicos otros patriarcados en Occidente eran, y siguen siendo, precisamente Roma y Venecia.
Al año siguiente, en 1717, Clemente XI volvió a pedir la ayuda de Juan V, quien nuevamente envió una escuadra al Mediterráneo. Se suponía que este escuadrón, ahora de siete barcos de 472 piezas en total, se uniría al grueso de la Armada de Venecia y un pequeño escuadrón de la Orden de Malta.. Nuevamente capitaneado por el Conde de Río Grande, y teniendo ahora al Conde de San Vicente como Vicealmirante, el escuadrón era una auténtica embajada flotante de Juan V, habiendo realizado un gran espectáculo en Palermo y Messina, en Sicilia, antes de hacer lo mismo en Corfú.
En Corfú, la flota portuguesa, reforzada por dos pequeños barcos de la Orden de Malta, que sumaban 112 piezas, y una embarcación veneciana de 70 piezas -por una curiosa coincidencia llamada Fortuna Guerriera- formaron el arrière, o tercio trasero de la línea de batalla de la armada cristiana. Sin embargo, los condes portugueses se negaron a subordinarse al almirante de la Orden de Malta como jefe de este escuadrón de aliados en Venecia.
Se encontró la armada turca, se libró la Batalla de Matapán. En cierto momento, el viento amainó y los arrearia cristianos se encontraron solos luchando contra la vanguardia de quince barcos de la armada turca, con los barcos cristianos restantes más lejos y fuera de su alcance. Y cuando volvió el viento, el almirante de la Orden ordenó a la escuadra que se alejara del enemigo para unirse a los demás cristianos, el Conde de São Vicente, a bordo de una poderosa nave de 80 piezas, se negó a seguir la maniobra. A esto le siguió el Conde de Río Grande, a bordo de otro barco de 80 piezas, otros dos de los portugueses, y también el veneciano Fortuna Guerriera.
Gracias a la insubordinación de los condes portugueses, esta pequeña fuerza de cinco barcos se encontró sola en una lucha contra los quince barcos en la vanguardia de la línea turca. Sin embargo, posiblemente porque esta vanguardia ya tenía muy poca pólvora para las piezas, después de varias horas de combate, toda la vanguardia, y la propia armada turca, dieron media vuelta y se retiraron del campo de batalla. Así, a los ojos del grueso de la Armata veneciana y los barcos de la Orden de Malta, parecía que los barcos portugueses, ayudados por el Fortuna Guerriera, habían puesto en fuga al enemigo turco.
Como resultado, la escuadra del Conde de Río Grande fue un verdadero triunfo en política exterior de Juan V. En el viaje de regreso, se realizaron nuevas fiestas, con banquetes, bailes y fuegos artificiales, en Palermo, Sicilia, donde la escuadra pasó algún tiempo en reparaciones, mientras se correspondía con Portugal, Roma y Venecia; el mismo Papa escribía para agradecer al almirante portugués. Posteriormente, Juan V también recibió el agradecimiento de Clemente XI, y Venecia envió un embajador extraordinario a Lisboa con agradecimiento. El prestigio internacional de Juan V estaba en su apogeo.

### Relaciones internacionales: 1720-1750

#### Relaciones con la Santa Sede y China
Juan V, en un momento en que Francia se convirtió en el modelo europeo, se volvió más hacia Roma que hacia París. Aún durante la guerra de sucesión española, en 1712, había fundado la Academia de Portugal en Roma, una academia de arte diseñada para formar artistas portugueses en la ciudad pontificia. Asimismo, su artista favorito, João Frederico Ludovice, arquitecto del Palacio Nacional de Mafra y, por ejemplo, platero de la Custodia de Bemposta, también se formó en Roma.
Con las embajadas de 1715-1716 y las dos escuadras portuguesas contra los turcos en el Mediterráneo en 1716-1717, las relaciones entre Juan V y la Santa Sede alcanzaron su cenit; y esto en un momento en el que la importancia internacional de la Santa Sede era grande, debido a la amenaza del Imperio Otomano. Sin embargo, y a pesar de ser en general fiel a Roma, Juan V no siempre acogió con agrado los decretos papales, buscando siempre que fuera posible, dentro de la jerarquía católica, promover a Portugal como potencia líder.
Después del Tratado de Passarowitz de 1719, que siguió a la derrota de los turcos ante Austria, la importancia relativa de la Santa Sede en la política internacional disminuyó. Se entró en el siglo de la Ilustración, un término utilizado por primera vez en Francia en 1733.
Esto, sin embargo, no afectó la colaboración de Juan V con el Papa, incluso en los casos en que los intereses de los dos eran diferentes. Un ejemplo fue la forma en que la Armada Real portuguesa se prestó a llevar un legado papal a China para implementar una política contraria a los intereses de Portugal en Oriente.

##### La cuestión de los ritos chinos
Clemente XI (1700-1721) fue un papa ortodoxo; condenó el jansenismo con la bula Unigenitus (1713). Dos años más tarde, con la bula Ex ille die (1715), debido a la "Controversia de los ritos en China", también condenó el uso por parte de los misioneros locales en China de las costumbres locales -los llamados ritos chinos- para facilitar la evangelización. Esta condena dificultaría el trabajo de los misioneros -en su mayoría jesuitas, muchos de ellos portugueses- y por tanto pondría al Patronato portugués en una situación mucho peor en China.
Pero Juan V quería, dentro de lo razonable, acoger a la Santa Sede. Así, el barco de 56 piezas Rainha dos Anjos, la más pequeña de las portuguesas presentes en la Batalla de Matapán en 1717, partió de Lisboa hacia Macao el 20 de marzo de 1720. A bordo, Monseñor Mezzabarba, Patriarca de Alejandría, el legado papal viajó a la corte del emperador de China. Este emperador era el gran Kangxi, uno de los más importantes de la historia de China, que había reinado durante más de medio siglo y que había convivido extensamente con misioneros católicos. El emperador había sido educado por misioneros; tuvo al jesuita portugués Tomás Pereira como el principal músico de la Corte durante décadas; e incluso había confiado a un misionero, Teodorico Pedrini, la educación musical de tres de sus hijos, uno de los cuales era su sucesor, el futuro emperador Yongzheng (1722-1735). El barco portugués llegó a Macao el 23 de septiembre, y poco más de un año después, tras conversaciones totalmente infructuosas, partió de Macao con el legado de regresar a Roma el 13 de diciembre de 1721. Un excelente ejemplo de cómo Juan V estaba dispuesto a colaborar con la Santa Sede.
Como nota hay que decir que la "Reina de los Ángeles" nunca llegaría a Lisboa. Luego de llegar a Río de Janeiro el 5 de mayo de 1722, se perdió en el puerto un mes después, debido a una explosión de pólvora a bordo. Su valioso cargamento, que incluía más de un centenar de piezas de porcelana china, además de varios otros obsequios del Emperador de China a Juan V y el Papa, nunca fue encontrado y todavía se encuentra en el fondo de la Bahía de Guanabara.
El emperador Kangxi no apreció la misiva papal y decidió cerrar China a los misioneros extranjeros. Sin embargo, sabía que Mons. Mezzabarba representó al Papa y no al rey de Portugal. En respuesta, poco después de que la Reina de los Ángeles abandonara Macao, envió una embajada separada a Juan V ya en marzo de 1721. Esta embajada llegaría a Lisboa, teniendo una audiencia en diciembre, donde ofreció los obsequios más ricos del monarca portugués incluyendo siete perlas enormes valoradas en 14 000 cruzados cada una. La embajada daría lugar a una respuesta diplomática de Juan V. Sin embargo, como el emperador Kangxi murió al año siguiente, tras el reinado más largo de la historia de China, la embajada a su sucesor sólo se marcharía tres años después.
En 1725, dejó el pequeño buque de guerra Nossa Senhora da Oliveira de 50 piezas en una nueva embajada al nuevo emperador de China. El embajador era Alexandre Metelo de Sousa e Meneses, exsecretario de la embajada en Madrid. El embajador pasó cuatro meses en Brasil en su camino para abordar los diversos intereses de la Corona en la colonia, y también hizo una "misión de un mes a Batavia", donde entregó dos cartas de la Corona al gobernador general de la Compañía Holandesa de las Indias Orientales antes de ir a China. Esta embajada de Juan V, otro ejemplo de su política internacional de ostentación y magnificencia para promover Portugal a nivel internacional, se describe en una monografía reciente.

##### La cuestión del cardenalato de Bichi
Sin embargo, hubo un aspecto que marcó profundamente la relación entre Lisboa y Roma en este período: la nunciatura de Vincenzo Bichi, nuncio apostólico en Lisboa nombrado en septiembre de 1709, que llegó a Lisboa en octubre del año siguiente. Durante más de diez años, sería protagonista de una encarnizada lucha de intereses entre Lisboa y Roma.
Bichi, ex nuncio en Suiza desde 1703, fue fuertemente criticado por el clero portugués por su comportamiento escandaloso en Lisboa, que sufrió varios abusos, a saber, en la gran venta de indultos. Estas quejas llevarían finalmente a Juan V a quejarse ante la Santa Sede, quien fue llamado al Vaticano para justificarse. Después de ser severamente advertido, pudo regresar a Lisboa, pero su comportamiento no mejoró, ignorando incluso las órdenes pontificias.
Entre tanto, tuvo lugar la embajada en Roma del Marqués de Fontes y los viajes al Mediterráneo de las escuadras del Conde de Río Grande. La archidiócesis de Lisboa había sido elevada al patriarcado después del primero. Después de la Batalla de Matapán, ahora le pareció justo a Juan V que, cuando el indeseado Bichi fuera reemplazado, se le otorgara la dignidad de cardenal, como era costumbre en Roma para dar a los nuncios que regresaban de Madrid, París y Viena. Esto había sucedido con el nuncio anterior en Lisboa, el futuro Inocencio XIII. Juan V ahora quería que esta práctica se fijara. Desafortunadamente, debido a la mala conducta de Bichi en Lisboa, parecía poco probable que se le concediera su dignidad. Sin embargo, Juan  V insistió y comunicó a la Santa Sede en 1719 que no permitiría que Bichi abandonara Lisboa sin antes recibir garantías de que se le ofrecería el cardenalato. Una vez más vemos a Juan V afirmando a Portugal como una gran potencia, queriendo equiparar a Portugal con Austria, España y Francia.
En septiembre de 1720, Clemente XI llamó a Bichi a Roma y nombró al napolitano Giuseppe Firrao como nuevo nuncio en Lisboa. Juan V, sin embargo, se mantuvo firme: no autorizó a Bichi a salir de Lisboa ni a Firrao para entrar. Y a principios de 1721 murió Clemente XI.
Tras la muerte de Clemente XI, Juan V acogió con beneplácito la elección de Inocencio XIII en 1721. Era un hombre al que el monarca conocía bien personalmente, ya que el nuevo Papa vivió doce años en Portugal, como nuncio apostólico en Lisboa de 1697 a 1710. Sin embargo, en mayo de 1721, Inocencio XIII confirmó a Firrao como nuncio, sin ceder a la cuestión del cardenalato. El monarca portugués se negó a reconocer el nombramiento de Firrao y continuó exigiendo el cardenalato de Bichi, amenazando incluso con romper las relaciones diplomáticas. Esto fue en un momento en que un buque de guerra portugués funcionaba como transporte diplomático a China al servicio de la Santa Sede.
Inocencio XIII moriría poco después, en 1724. El nuevo Papa, Benedicto XIII –el único Papa con ascendencia portuguesa real, ya que era descendiente del rey Dionisio I de Portugal– estaba bajo presión por un lado por el cardenal portugués José Pereira de Lacerda, que pretendía utilizar su influencia en la Curia a favor de su rey, y por el contrario por un grupo de cardenales del Sagrado colegio encabezados por el embajador francés, el cardenal de Polignac, que argumentó que no sería correcto recompensar la mala conducta y desobediencia de Bichi con el morado.
Finalmente, Juan V, que gastó sumas fabulosas en la curia romana y en iglesias, monumentos y ceremonias religiosas, en 1728 llevó a cabo las amenazas que había hecho algunos años antes: puso fin a la nunciatura en Lisboa, ordenó a todos sus súbditos en Roma a abandonar la ciudad, y prohibió a todos los portugueses, eclesiásticos y laicos, mantener relaciones directas con la Santa Sede. Esto motivó a Benedicto XIII a solicitar la mediación de Felipe V de España en el asunto, pero esta mediación fue categóricamente rechazada por Juan V. Finalmente, en el otoño de 1730, el nuevo Papa Clemente XII, elegido unos meses antes, cedió totalmente a los deseos de Juan V, comprometiéndose a promover a Bichi al cardenalato.
Bichi sería nombrado cardenal de S. Pietro in Montorio el 24 de septiembre de 1731, y pudo tomar posesión de su dignidad con magnífica ostentación gracias a un obsequio de 25 000 cruzados de Juan V, que había conseguido en una época en que el prestigio lo era todo, ver la nunciatura de Lisboa ascendida a una de las más prestigiosas del mundo católico, junto a Madrid, París y Viena.

### Relaciones con España y Gran Bretaña
Durante todo el reinado del rey Juan V, Portugal, mantuvo una relación inestable con España por un lado y, para contrarrestarla, una firme alianza con Gran Bretaña por el otro. Esto tuvo que ver fundamentalmente con las diferentes naturalezas de los tres imperios.

#### La expulsión de los británicos de Cabinda
Durante el reinado del rey Juan V, el aliado más fiel de Portugal fue Gran Bretaña. En 1723 se produjo un incidente que, siendo excepcional, revela el motivo de esta alianza.
El 4 de noviembre de 1722, el virrey de Brasil escribió al rey, informándole a Lisboa de una fragata holandesa que molestaba a la navegación portuguesa en la Costa de Oro. Al mismo tiempo, el gobernador de Luanda, en Angola, escribió al rey para informarle que los británicos estaban construyendo un fuerte en Cabinda, en la desembocadura del río Congo, región que los portugueses habían descubierto con la expedición de Diogo Cão en la década de 1480, y cuyos reyes locales, después de ser evangelizados, siempre habían sido amigos de los portugueses.
Cabinda siempre había sido considerada por los portugueses parte de Angola; un fuerte inglés en la región era, por tanto, intolerable para Lisboa. El rey discutió la situación, considerada grave, con el Consejo de Ultramar, y se decidió enviar uno de los próximos barcos de la Armada de Brasil para investigar, y tomar las medidas necesarias. Este barco podría entonces examinar el caso de la fragata holandesa en la Costa de Oro.
El 26 de mayo de 1723, los barcos Nossa Senhora Madre de Deus (60 piezas) y Nossa Senhora da Atalaia (52 piezas) partieron hacia Brasil, como escolta de dieciséis buques mercantes. Después de alcanzar el salvamento en Salvador (Bahía), el más pequeño de los barcos volvió a cruzar el Atlántico y se dirigió a Angola, según lo estipulado por las órdenes reales. Llegó a Luanda el 12 de septiembre y se embarco de nuevo hacia el norte el 6 de octubre.
Dos semanas después llegó a Cabinda y descubrió que en realidad había ingleses allí: dos corbetas –balandras de guerra, con menos de 18 piezas cada una–, un barco de mercancías y un fuerte de 30 piezas recién construido. Según las órdenes que recibió de Juan V, Nossa Senhora da Atalaia exigió que los británicos entregaran el fuerte al gobierno de Su Majestad portuguesa. Estos se negaron y el barco portugués abrió fuego. Con solo 52 piezas, era un barco pequeño; sin embargo, fue más que suficiente para hacer frente a dos pequeñas corbetas, cuyas tripulaciones pronto las abandonaron y se refugiaron en el fuerte. Durante dos días el barco portugués y el fuerte inglés cruzaron fuego, hasta que los ingleses aceptaron entregar el fuerte y el barco de transporte a cambio de poder regresar a Europa en las corbetas.
Este incidente marca el único enfrentamiento entre fuerzas portuguesas e inglesas durante el largo reinado de Juan V; no hay noticias de que el monarca portugués haya recibido protestas desde Londres. El incidente es importante porque al ser la excepción, confirma la regla: los intereses de ultramar de las dos potencias en este momento eran diferentes: los ingleses se concentraban principalmente en el Caribe y América del Norte; los portugueses en América del Sur, África y la India, donde los intereses de los ingleses todavía estaban enteramente en manos de la Compañía de las Indias Orientales. Por tanto, los intereses de las dos coronas no entraron en conflicto, lo que explica la longevidad de la alianza entre Portugal y Gran Bretaña en este período.
En cuanto la Nossa Senhora da Atalaia regresó a Luanda con las nuevas, partió nuevamente hacia la Costa de Oro en diciembre, en cumplimiento de las órdenes reales. Después de una breve parada en las posesiones portuguesas de Isla de Príncipe, en el Golfo de Guinea, y en el fuerte de Ajudá, en la Costa de los Esclavos, llegó al entonces castillo holandés de Mina, en la Costa de Oro, en enero de 1724. Aquí descubrió que la fragata holandesa que había molestado a la navegación portuguesa era, después de todo, un barco pirata de 30 piezas, que el barco portugués pronto hundió con un cañón.
El Nossa Senhora da Atalaia luego regresó a Brasil, a donde llegó a principios de abril de 1724, solo para regresar a Portugal después de año y medio y más de catorce mil millas náuticas de crucero. Desde que el gobernador de Luanda y el virrey de Brasil escribieron a Juan V, hasta que los problemas fueron solucionados, solo había pasado un año, un buen ejemplo de la dimensión global de Portugal en ese momento, y cómo dependía de su Armada.

#### El intercambio de princesas
Contrariamente a las relaciones muy estables con Gran Bretaña, las relaciones con España siempre sufrieron altibajos durante el reinado de Juan V. Cuando ascendió al trono se encontraba en medio de una guerra; pero incluso después de la paz, la situación nunca fue estable.
Unos años después de la paz de Utrecht, las relaciones entre los dos reinos ibéricos mejoraron significativamente cuando Luís da Cunha, un gran diplomático que había estado presente en las negociaciones del tratado de paz, fue nombrado embajador en Madrid en 1719. También fue en el período apogeo del prestigio de Juan V, gracias a la batalla de Matapán. La ciudad de Colonia del Sacramento, fronteriza con Buenos Aires, evacuada por los portugueses en 1705, había sido devuelta diez años después y no había nada que augurara nuevos conflictos. Pero poco después, los portugueses fundaron la ciudad de Montevideo, actual capital de Uruguay, en la misma región, en 1723. Las reacciones de los españoles de Buenos Aires fueron inmediatas, haciendo adivinar futuras controversias.
Desde 1723, la joven infanta portuguesa Maria Bárbara, hija de Juan V, fue prometida al aún joven Príncipe de Asturias, el Infante Fernando. En 1725 la diplomacia española entonces vio en el Príncipe de Brasil, el príncipe José, el novio perfecto para la infanta María Ana Victoria, hija de Felipe V. La alianza entre las dos casas reales se transformó así en un doble consorcio, y por lo tanto se crearon condiciones excepcionales para la unidad peninsular. El doble matrimonio de los príncipes herederos con princesas del reino vecino se produjo después del llamado intercambio de Princesas, también conocida como Jornada do Caia, que tuvo lugar en el río Caia en la frontera del Alentejo, el 19 de enero de 1729.
El viaje en sí se caracterizó por todo el aparato propio de las grandes cortes absolutistas de la época. De las decenas de carruajes que se utilizaron en esta ocasión, un carruaje fabricado en Portugal, el llamado Coche da Mesa, ha sobrevivido hasta nuestros días en el Museo Nacional de Carrozas por tener una mesa removible en su interior.

##### La campaña del Río de la Plata
Desde el comienzo del reinado del rey Juan V, el principal punto de discordia entre Portugal y España no se encontraba en la frontera ibérica, sino en el lejano Río de La Plata: era la Colonia de Sacramento. Desde que los portugueses fundaron esta ciudad frente a Buenos Aires en 1680, los españoles de esta ciudad habían querido sacar a los portugueses de la región.
El 22 de noviembre de 1723, los portugueses iniciaron la fundación de una base en Montevideo, que tiene el mejor puerto profundo del Río de la Plata. Este intento pronto provocó nuevos problemas. Una de las cuestiones era la propia legalidad de la fundación: el Tratado de Utrecht había estipulado que en "el Territorio y Colonia del Sacramento", en la ribera continental del Río de la Plata "que el monarca español" se rendiría en los términos más fuertes, "Para que dicho Territorio y Colonia estén incluidos en los dominios de la Corona de Portugal”, pero no decía nada sobre nuevas fundaciones en la región. En la interpretación española de Buenos Aires, esto significaba que los portugueses solo tenían derecho a Colonia del Sacramento y que la fundación de Montevideo era ilegal. La reacción fue inmediata: el 22 de enero de 1724, los españoles de Buenos Aires tomaron Montevideo, que había sido abandonado por los portugueses al enterarse de que poderosas fuerzas hispanas se dirigían hacia ellos.
Los verdaderos problemas vendrían en la década siguiente, cuando los portugueses intensificaron la colonización de Rio Grande do Sul en 1733. En Buenos Aires llegaron fuerzas en 1734 para sitiar la Colonia del Sacramento, que sólo se salvó gracias a los refuerzos enviados desde Río de Janeiro. Montevideo todavía estaba ocupada por los españoles, que enviarían allí un ejército considerable. Las relaciones entre Portugal y España se deterioraron rápidamente, y ya en febrero de 1735, tuvo lugar el "incidente de la embajada": la guardia española entró en la embajada portuguesa en Madrid y encarceló a diecinueve empleados de la embajada, a los que Juan V pronto respondió con la detención de diecinueve empleados de la embajada española en Lisboa. Se cortaron las relaciones diplomáticas y en Lisboa se preparó la guerra.
Juan V decidió entonces enviar una fuerte escuadra al Río de La Plata para hacer valer los intereses de Portugal en la región. En 1736, seis buques de guerra, con 390 piezas en total, partieron hacia Sudamérica, se encontrarían en el Río de la Plata una flota española de cinco barcos pequeños y tres fragatas, con 332 piezas en total, una fuerza claramente inferior. Se libraron algunas batallas, en las que ningún bando perdió barcos; pero los españoles no pudieron evitar que la flota portuguesa, al mando de Luís de Abreu Prego, rompiera el bloqueo naval de Colonia del Sacramento (por dos fragatas españolas que pronto se refugiaron en Barragán, cerca de Buenos Aires) e iniciara un bloqueo en Montevideo, asediando así al ejército español en tierra. Durante un año, de agosto de 1736 a agosto de 1737, la escuadra portuguesa bloqueó al ejército español en Montevideo, sin que la escuadra española en La Plata intentara hacer ningún intento de desafiar a los portugueses, hasta que llegó un buque de guerra de Río de Janeiro con la noticia de que se firmó un armisticio en París en mayo de 1737. Así fue sitiada por el mar Montevideo, sin que durante un año la flota española en la zona se hubiera atrevido a desafiar a la portuguesa. Irónicamente, el único barco perdido durante toda esta campaña fue una fragata española de 36 piezas, encallada.
Mientras todo esto sucedía, Juan V había invocado la alianza con Gran Bretaña ya en 1735, cuando tras el incidente de las embajadas se preveía una posible guerra con España. Como resultado de la alianza anglo-portuguesa, una armada muy poderosa de veintiséis buques de guerra llegó a Lisboa en el verano de 1736 –prácticamente equivalente a toda la Armada Real española– a instancias del propio Almirante de Flota Sir John Norris. La mayor parte de esta armada permaneció en Lisboa hasta el verano siguiente, después del armisticio de París.
Esto explica por qué Juan V pudo enviar la escuadra al Río de la Plata sin tener que preocuparse por defender las aguas de la metrópoli, y eso explica por qué España firmó rápidamente un armisticio con Portugal. Y eso explica, quizás, por qué Portugal desde la segunda mitad del reinado del rey Juan V comenzó a sufrir una cierta dependencia de Gran Bretaña, que solo se haría más manifiesta con el paso de las décadas.

#### Tratado de Madrid (1750)
Durante el reinado de Juan V la población de Brasil se multiplicó enormemente. Al mismo tiempo, las fronteras terrestres del territorio tras las primeras experiencias de los Bandeirantes en el siglo XVII, se extendieron hacia Occidente, más allá de los límites del Tratado de Tordesillas de 1494. Los conflictos con España fueron varios; además de la cuestión del Río de la Plata, también hubo disputas en el Amazonas, donde los portugueses habían erigido en 1669 el Fuerte de São José da Barra do Rio Negro, en la actual Manaos.
A medida que Portugal y España poblaban cada vez más el interior de sus dominios en América, se hizo imperativo firmar un nuevo tratado sobre las fronteras entre las dos coronas en el Nuevo Mundo; y en 1746 comenzaron las negociaciones. En ese momento Juan V ya padecía de salud, y los principales responsables de las negociaciones fueron el Vizconde de Vila Nova de Cerveira, embajador extraordinario en Madrid, y especialmente Alexandre de Gusmão, este último un hábil diplomático nacido en Brasil; su hermano era el famoso inventor Bartolomeu de Gusmão.
Firmado el 13 de enero de 1750, el Tratado de Madrid obtuvo para Portugal el reconocimiento europeo de la realidad de las fronteras brasileñas, siguiendo el principio de uti possidetis. Las líneas rectas del siglo XV en Tordesillas dieron paso así a los contornos de la ocupación efectiva, y Portugal mantuvo así el dominio de la cuenca del río Amazonas, aumentando enormemente el tamaño de Brasil. El tratado definió aproximadamente las fronteras del Brasil moderno.
Según el tratado, Portugal también entregaría Colonia del Sacramento a España, recibiendo a cambio el territorio de los Siete Pueblos de las Misiones. Sin embargo, este intercambio fue desafiado: los portugueses no entregaron Sacramento, y en las misiones estalló la Guerra Guaraní de 1754 a 1756, durante el reinado de José I.

### Relaciones internacionales en India
En la India, la última década del reinado del rey Juan V vio la pérdida de la Provincia del Norte en 1739-1741 primero, y luego la Nueva Conquista en Goa en 1744-1746.

#### La pérdida de la Provincia del Norte
Unas décadas después de la muerte de Aurangzeb en 1707, para desgracia de los portugueses en la India, el Imperio Mogol, que desde Akbar había sido tolerante con la presencia de los portugueses a lo largo de la costa, se encontraba en un avanzado proceso de colapso.
El Imperio Maratha no había logrado ser una amenaza seria en el mar Arábigo, donde la Marina Real portuguesa en la época de Juan V había regresado, como lo había sido en el siglo XVI, como fuerza principal. El almirante marathi —Kanhoji Angrey, o Angriá, como lo llamaban los portugueses—, considerado hoy en la India como el primer gran almirante indio, era esencialmente un corsario semiindependiente del peshwa o "gran ministro" marathi; y la flota de Maratha estaba compuesta esencialmente por pequeñas embarcaciones con solo uno o dos mástiles, que, gracias a su menor calado, podían escapar de los barcos portugueses más grandes en la costa baja de la India. En 1738, dieciséis de estos pequeños barcos lograron tomar la pequeña fragata portuguesa São Miguel, de 24 piezas; esta fue la presa más grande jamás capturada por la armada marathi a los portugueses.
Sin embargo, el Imperio Maratha era como el Imperio Mogol, un imperio terrestre. Lo que le faltaba en el mar lo tenía en tierra, donde las inmensas fuerzas terrestres de los maratha eran temibles. De 1720 a 1740, el peshwa maratha fue Bajirao I, el mayor jefe militar en la historia de Maratha. Este amenazó ahora las posesiones portuguesas conocidas desde el siglo XV como la Provincia del Norte: la franja de la costa desde Bombay, ofrecida a los ingleses en el momento del matrimonio de Catalina de Braganza con Carlos II de Inglaterra en 1662, a Damão. Toda esta franja costera, con plazas como Baçaim y Chaul, había estado enteramente en manos de los portugueses desde el siglo XVI.
Así, en los últimos días de 1738 Bajirao I, que el año anterior había saqueado Delhi, la capital de los Grandes Mogoles, invadió la Provincia del Norte. En enero, conquistó fácilmente tres ciudades menos importantes y el 17 de febrero de 1739 sitió Baçaim.
Mientras invadía la Provincia del Norte, un segundo ejército maratha descendió de las Puertas del Este e invadió el territorio de Goa, la capital portuguesa en Asia. Frente a los mogoles, Bajirao quería asestar el golpe más violento posible contra sus enemigos. Al mismo tiempo, pidió ayuda a los Bounsolós o gobernantes vecinos.
El conde de Sandomil era entonces virrey de la India. Este último había enviado tropas recientemente a Baçaim para reforzar la guarnición, y Goa estaba esperando refuerzos del Reino. Bardez se perdió, a excepción de la fortaleza Aguada y la fortaleza Reis Magos. El distrito de Salcete también se perdió, dejando a los portugueses rodeados por el fuerte de Rachol. El 8 de marzo, el virrey ordenó que todas las mujeres y niños europeos fueran trasladados a la fortaleza de Mormugão, y dos días después propuso abrir negociaciones a los Marathas. Sus términos eran simples: abandonarían las conquistas en Goa, si los portugueses abandonaban la Provincia del Norte. El tratado de paz se firmó el 2 de mayo y el 12 de mayo Baçaim se rindió. De la guarnición de mil doscientos hombres, ochocientos habían muerto; a los supervivientes se les permitió salir de la fortaleza con banderas ondeando, armas al hombro y tamborileando. Sin embargo, ambas partes no cumplieron plenamente el tratado. Los portugueses conservaron Damão y Chaul, y los marathas varias zonas en Goa.
Cuando en Portugal se conoció la invasión, Juan V decidió enviar un escuadrón de cuatro barcos y dos fragatas en la Armada de ese año, bajo las órdenes de Luís de Abreu Prego, con una fuerza de desembarco de dos mil hombres, para reforzar las plazas de la India. Esta Armada de la India se inició el 12 de mayo de 1740; a bordo también iba el conde de Ericeira, justamente nombrado marqués de Louriçal y nombrado nuevo virrey. Pero cuando llegó a Goa en febrero de 1741, el conde de Sandomil, en virtud de un nuevo tratado firmado en septiembre de 1740, acababa de entregar a Chaul, evacuado en enero de 1741.
Así se perdió toda la Provincia del Norte, que durante unos doscientos años había sido portuguesa, excepto Damão, que seguiría siendo portuguesa hasta 1961. Con los refuerzos del Marqués de Louriçal, algunas tierras alrededor de Goa fueron conquistadas por los Bounsolós.
Como nota, la plaza portuguesa de Mazagán, la última plaza portuguesa en Marruecos, fue en este momento también atacada por el Sultán de Marruecos, pero los portugueses los derrotaron. En total, los portugueses rechazaron siete ataques de los invasores en estos años: en enero de 1738; octubre de 1738; enero de 1739; septiembre de 1741; enero de 1743; noviembre de 1743; y finalmente mayo de 1745, el último ataque marroquí a Mazagán durante el reinado de Juan V.

#### Nuevas conquistas
En septiembre de 1744 llegó a Goa un nuevo virrey, el marqués de Castelo Novo, que un cuarto de siglo antes había sido gobernador de la Capitanía de São Paulo y Minas de Ouro en Brasil. Este último decidió en 1746 iniciar una invasión a gran escala contra los Bounsolós al norte de Goa, para conquistar definitivamente las tierras entre las Puertas y las tierras portuguesas de Goa. Incluso antes del monzón, en abril, conquistó Alorna, Bicholim y Sanquelim, el primero por asalto, los demás prácticamente sin luchar. A medida que crecía el monzón, la campaña militar se interrumpió, solo para reanudarse después de las lluvias. En noviembre, el fuerte de Tiracol fue tomado, hoy en el extremo norte de Goa, y en diciembre algunas ciudades más pequeñas más al norte. Posteriormente, en 1748, el marqués de Castelo Novo aseguró estas tierras para Portugal con nuevas victorias.
Desde entonces estas tierras se denominan, en Goa y en la historiografía, las Nuevas Conquistas, en oposición a la Conquista Antigua del siglo XVI. Como recompensa, el Marqués de Castelo Novo recibió el título de Marqués de Alorna en 1748 por Juan V.

### Salud y muerte del rey
Juan V siempre tuvo una salud delicada. En 1709 sangró debido a unos bultos en el cuello. En 1711 se recuperó de flatos. En 1716, se recuperó de una enfermedad melancólica en Vila Viçosa. Esta fue la primera de dos ocasiones en las que la reina, su esposa, fue regente del reino en su ausencia.
El 10 de mayo de 1742, con apenas 52 años de edad, sufrió un fuerte ataque, que un testigo describió de la siguiente manera: "un estupor lo privó de los sentidos y estaba tenso por toda la izquierda, con la boca hacia la banda". Este fue el primer ataque de parálisis que tuvo. El monarca mejoró con los días, yendo a los baños de Caldas da Rainha y al Santuario de Nazaré. Esta fue la segunda vez que la reina fue regente del reino. Juan V regresó al gobierno poco después, pero ya como un hombre disminuido y menos enérgico.
En los últimos años de su vida, el rey haría doce viajes más a Caldas, para recuperarse y descansar: julio-agosto de 1742, mayo de 1743, septiembre de 1743, abril-mayo de 1744, julio de 1744, octubre de 1744, mayo de 1745, octubre 1745, septiembre-octubre de 1746, abril de 1747, septiembre de 1747 y septiembre de 1748. Pero gradualmente se enfermó cada vez más. En julio de 1750 se puso tan mal que fue sacramentado. Se convocó a los frailes, se recitaron salmos y cánticos, y el Cardenal Patriarca vino a administrar el sacramento de la unción extrema. El rey murió el 31 de julio de 1750, después de más de cuarenta años de gobierno. Cuando murió, el rey tenía a su lado a la reina, el príncipe José, los infantes Pedro y António, el futuro Cardenal da Cunha y los médicos de la corte. Se encuentra en el Panteón de los Braganza, junto a su esposa, en la iglesia de San Vicente de Fora en Lisboa.

## Descendencia
De su matrimonio con María Ana de Austria, tuvo seis hijos:
- Bárbara (1711-1758), casada con Fernando VI de España, sin descendencia.
- Pedro (1712-1714), príncipe de Brasil, murió en la infancia.
- José I (1714-1777), casado con Mariana Victoria de Borbón, con descendencia.
- Carlos (1716-1736),  murió antes que sus padres.
- Pedro III (1717-1786) casado con su sobrina María I de Portugal, hija de su hermano José. Con descendencia.
- Alejandro (1723-1728), murió en la infancia.

También tuvo descendencia ilegítima con numerosas damas portuguesas:
Con Luísa Inês Antónia Machado Monteiro:
- Antonio de Braganza (1714-1800)

Con Madalena Máxima de Miranda:
- Gaspar de Braganza, Arzobispo de Braga (1716-1789)

Con Paula de Odivelas
- José de Braganza, Gran Inquisidor de Portugal (1720-1801)

Con Luisa Clara de Portugal (1702-1779): 
- María Rita de Braganza (1731-1808).

## Ancestros
| \| \| \| \| \| \| \| \| \| \| \| \| \| \| \| \| \| \| \| \| 16. Juan I de Braganza y Braganza, VI duque de Braganza \| \| \| \| \| \| \| \| \| \| \| \| \| \| \| \| \| \| \| \| \| \| \| \| \| \| \| \| \| \| \| \| \| \| \| \| \| \| \| \| \| \| \| \| \| \| \| \| \| \| \| \| \| \| 8. Teodosio II de Braganza y Portugal, VI duque de Braganza \| \| \| \| \| \| \| \| \| \| \| \| \| \| \| \| \| \| \| \| \| \| \| \| \| \| \| \| \| \| \| \| \| \| \| \| \| \| \| \| \| \| \| \| \| \| \| \| \| \| \| \| \| \| 17. Infanta Catalina de Portugal \| \| \| \| \| \| \| \| \| \| \| \| \| \| \| \| \| \| \| \| \| \| \| \| \| \| \| \| \| \| \| \| \| \| \| \| \| \| \| \| \| \| \| \| \| \| \| \| \| \| \| \| \| \| 4. Juan IV, rey de Portugal \| \| \| \| \| \| \| \| \| \| \| \| \| \| \| \| \| \| \| \| \| \| \| \| \| \| \| \| \| \| \| \| \| \| \| \| \| \| \| \| \| \| \| \| \| \| \| \| \| \| \| \| \| \| 18. Juan Fernández de Velasco y Tovar, V duque de Frías \| \| \| \| \| \| \| \| \| \| \| \| \| \| \| \| \| \| \| \| \| \| \| \| \| \| \| \| \| \| \| \| \| \| \| \| \| \| \| \| \| \| \| \| \| \| \| \| \| \| \| \| \| \| 9. Ana de Velasco y Girón \| \| \| \| \| \| \| \| \| \| \| \| \| \| \| \| \| \| \| \| \| \| \| \| \| \| \| \| \| \| \| \| \| \| \| \| \| \| \| \| \| \| \| \| \| \| \| \| \| \| \| \| \| \| 19. María Téllez-Girón y Guzmán \| \| \| \| \| \| \| \| \| \| \| \| \| \| \| \| \| \| \| \| \| \| \| \| \| \| \| \| \| \| \| \| \| \| \| \| \| \| \| \| \| \| \| \| \| \| \| \| \| \| \| \| \| \| 2. Pedro II, rey de Portugal \| \| \| \| \| \| \| \| \| \| \| \| \| \| \| \| \| \| \| \| \| \| \| \| \| \| \| \| \| \| \| \| \| \| \| \| \| \| \| \| \| \| \| \| \| \| \| \| \| \| \| \| \| \| 20. Alonso de Guzmán y Sotomayor, VII duque de Medina Sidonia \| \| \| \| \| \| \| \| \| \| \| \| \| \| \| \| \| \| \| \| \| \| \| \| \| \| \| \| \| \| \| \| \| \| \| \| \| \| \| \| \| \| \| \| \| \| \| \| \| \| \| \| \| \| 10. Manuel de Guzmán y Silva, VIII duque de Medina Sidonia \| \| \| \| \| \| \| \| \| \| \| \| \| \| \| \| \| \| \| \| \| \| \| \| \| \| \| \| \| \| \| \| \| \| \| \| \| \| \| \| \| \| \| \| \| \| \| \| \| \| \| \| \| \| 21. Ana Gómez de Silva y de Mendoza \| \| \| \| \| \| \| \| \| \| \| \| \| \| \| \| \| \| \| \| \| \| \| \| \| \| \| \| \| \| \| \| \| \| \| \| \| \| \| \| \| \| \| \| \| \| \| \| \| \| \| \| \| \| 5. Luisa Francisca de Guzmán \| \| \| \| \| \| \| \| \| \| \| \| \| \| \| \| \| \| \| \| \| \| \| \| \| \| \| \| \| \| \| \| \| \| \| \| \| \| \| \| \| \| \| \| \| \| \| \| \| \| \| \| \| \| 22. Francisco Gómez de Sandoval y Borja, I duque de Lerma \| \| \| \| \| \| \| \| \| \| \| \| \| \| \| \| \| \| \| \| \| \| \| \| \| \| \| \| \| \| \| \| \| \| \| \| \| \| \| \| \| \| \| \| \| \| \| \| \| \| \| \| \| \| 11. Juana Lorenza Gómez de Sandoval y de la Cerda \| \| \| \| \| \| \| \| \| \| \| \| \| \| \| \| \| \| \| \| \| \| \| \| \| \| \| \| \| \| \| \| \| \| \| \| \| \| \| \| \| \| \| \| \| \| \| \| \| \| \| \| \| \| 23. Catalina de la Cerda y Braganza \| \| \| \| \| \| \| \| \| \| \| \| \| \| \| \| \| \| \| \| \| \| \| \| \| \| \| \| \| \| \| \| \| \| \| \| \| \| \| \| \| \| \| \| \| \| \| \| \| \| \| \| \| \| 1. Juan V, rey de Portugal \| \| \| \| \| \| \| \| \| \| \| \| \| \| \| \| \| \| \| \| \| \| \| \| \| \| \| \| \| \| \| \| \| \| \| \| \| \| \| \| \| \| \| \| \| \| \| \| \| \| \| \| \| \| 24. Felipe Luis, conde palatino del Palatinado-Neoburgo \| \| \| \| \| \| \| \| \| \| \| \| \| \| \| \| \| \| \| \| \| \| \| \| \| \| \| \| \| \| \| \| \| \| \| \| \| \| \| \| \| \| \| \| \| \| \| \| \| \| \| \| \| \| 12. Wolfgang Guillermo, conde palatino del Rin \| \| \| \| \| \| \| \| \| \| \| \| \| \| \| \| \| \| \| \| \| \| \| \| \| \| \| \| \| \| \| \| \| \| \| \| \| \| \| \| \| \| \| \| \| \| \| \| \| \| \| \| \| \| 25. Duquesa Ana de Jülich-Kleve-Berg \| \| \| \| \| \| \| \| \| \| \| \| \| \| \| \| \| \| \| \| \| \| \| \| \| \| \| \| \| \| \| \| \| \| \| \| \| \| \| \| \| \| \| \| \| \| \| \| \| \| \| \| \| \| 6. Felipe Guillermo de Neoburgo, elector del Palatinado-Neoburgo \| \| \| \| \| \| \| \| \| \| \| \| \| \| \| \| \| \| \| \| \| \| \| \| \| \| \| \| \| \| \| \| \| \| \| \| \| \| \| \| \| \| \| \| \| \| \| \| \| \| \| \| \| \| 26. Guillermo V, duque de Baviera \| \| \| \| \| \| \| \| \| \| \| \| \| \| \| \| \| \| \| \| \| \| \| \| \| \| \| \| \| \| \| \| \| \| \| \| \| \| \| \| \| \| \| \| \| \| \| \| \| \| \| \| \| \| 13. Duquesa Magdalena de Baviera \| \| \| \| \| \| \| \| \| \| \| \| \| \| \| \| \| \| \| \| \| \| \| \| \| \| \| \| \| \| \| \| \| \| \| \| \| \| \| \| \| \| \| \| \| \| \| \| \| \| \| \| \| \| 27. Duquesa Renata de Lorena \| \| \| \| \| \| \| \| \| \| \| \| \| \| \| \| \| \| \| \| \| \| \| \| \| \| \| \| \| \| \| \| \| \| \| \| \| \| \| \| \| \| \| \| \| \| \| \| \| \| \| \| \| \| 3. Condesa palatina María Sofía de Palatinado-Neoburgo \| \| \| \| \| \| \| \| \| \| \| \| \| \| \| \| \| \| \| \| \| \| \| \| \| \| \| \| \| \| \| \| \| \| \| \| \| \| \| \| \| \| \| \| \| \| \| \| \| \| \| \| \| \| 28. Luis V, landgrave de Hesse-Darmstadt \| \| \| \| \| \| \| \| \| \| \| \| \| \| \| \| \| \| \| \| \| \| \| \| \| \| \| \| \| \| \| \| \| \| \| \| \| \| \| \| \| \| \| \| \| \| \| \| \| \| \| \| \| \| 14. Jorge II, landgrave de Hesse-Darmstadt \| \| \| \| \| \| \| \| \| \| \| \| \| \| \| \| \| \| \| \| \| \| \| \| \| \| \| \| \| \| \| \| \| \| \| \| \| \| \| \| \| \| \| \| \| \| \| \| \| \| \| \| \| \| 29. Princesa Magdalena de Brandeburgo \| \| \| \| \| \| \| \| \| \| \| \| \| \| \| \| \| \| \| \| \| \| \| \| \| \| \| \| \| \| \| \| \| \| \| \| \| \| \| \| \| \| \| \| \| \| \| \| \| \| \| \| \| \| 7. Landgravina Isabel Amalia de Hesse-Darmstadt \| \| \| \| \| \| \| \| \| \| \| \| \| \| \| \| \| \| \| \| \| \| \| \| \| \| \| \| \| \| \| \| \| \| \| \| \| \| \| \| \| \| \| \| \| \| \| \| \| \| \| \| \| \| 30. Juan Jorge I, elector de Sajonia \| \| \| \| \| \| \| \| \| \| \| \| \| \| \| \| \| \| \| \| \| \| \| \| \| \| \| \| \| \| \| \| \| \| \| \| \| \| \| \| \| \| \| \| \| \| \| \| \| \| \| \| \| \| 15. Princesa Sofía Leonor de Sajonia \| \| \| \| \| \| \| \| \| \| \| \| \| \| \| \| \| \| \| \| \| \| \| \| \| \| \| \| \| \| \| \| \| \| \| \| \| \| \| \| \| \| \| \| \| \| \| \| \| \| \| \| \| \| 31. Duquesa Magdalena Sibila de Prusia \| \| \| \| \| \| \| \| \| \| \| \| \| \| \| \| \| \| \| \| \| \| \| \| \| \| \| \| \| \| \| \| \| \| \| \| \| \| \| \| \| \| \| \| \| \| \| \| \| \| \| \| |                                                                  |  |  |  |  |  |  |  |  |  |  |  |  |  |  |  |
| |                                                                  |  |  |  |  |  |  |  |  |  |  |  |  |  |  |  |
| | 16. Juan I de Braganza y Braganza, VI duque de Braganza          |  |  |  |  |  |  |  |  |  |  |  |  |  |  |  |
| |                                                                  |  |  |  |  |  |  |  |  |  |  |  |  |  |  |  |
| |                                                                  |  |  |  |  |  |  |  |  |  |  |  |  |  |  |  |
| | 8. Teodosio II de Braganza y Portugal, VI duque de Braganza      |  |  |  |  |  |  |  |  |  |  |  |  |  |  |  |
| |                                                                  |  |  |  |  |  |  |  |  |  |  |  |  |  |  |  |
| |                                                                  |  |  |  |  |  |  |  |  |  |  |  |  |  |  |  |
| | 17. Infanta Catalina de Portugal                                 |  |  |  |  |  |  |  |  |  |  |  |  |  |  |  |
| |                                                                  |  |  |  |  |  |  |  |  |  |  |  |  |  |  |  |
| |                                                                  |  |  |  |  |  |  |  |  |  |  |  |  |  |  |  |
| | 4. Juan IV, rey de Portugal                                      |  |  |  |  |  |  |  |  |  |  |  |  |  |  |  |
| |                                                                  |  |  |  |  |  |  |  |  |  |  |  |  |  |  |  |
| |                                                                  |  |  |  |  |  |  |  |  |  |  |  |  |  |  |  |
| | 18. Juan Fernández de Velasco y Tovar, V duque de Frías          |  |  |  |  |  |  |  |  |  |  |  |  |  |  |  |
| |                                                                  |  |  |  |  |  |  |  |  |  |  |  |  |  |  |  |
| |                                                                  |  |  |  |  |  |  |  |  |  |  |  |  |  |  |  |
| | 9. Ana de Velasco y Girón                                        |  |  |  |  |  |  |  |  |  |  |  |  |  |  |  |
| |                                                                  |  |  |  |  |  |  |  |  |  |  |  |  |  |  |  |
| |                                                                  |  |  |  |  |  |  |  |  |  |  |  |  |  |  |  |
| | 19. María Téllez-Girón y Guzmán                                  |  |  |  |  |  |  |  |  |  |  |  |  |  |  |  |
| |                                                                  |  |  |  |  |  |  |  |  |  |  |  |  |  |  |  |
| |                                                                  |  |  |  |  |  |  |  |  |  |  |  |  |  |  |  |
| | 2. Pedro II, rey de Portugal                                     |  |  |  |  |  |  |  |  |  |  |  |  |  |  |  |
| |                                                                  |  |  |  |  |  |  |  |  |  |  |  |  |  |  |  |
| |                                                                  |  |  |  |  |  |  |  |  |  |  |  |  |  |  |  |
| | 20. Alonso de Guzmán y Sotomayor, VII duque de Medina Sidonia    |  |  |  |  |  |  |  |  |  |  |  |  |  |  |  |
| |                                                                  |  |  |  |  |  |  |  |  |  |  |  |  |  |  |  |
| |                                                                  |  |  |  |  |  |  |  |  |  |  |  |  |  |  |  |
| | 10. Manuel de Guzmán y Silva, VIII duque de Medina Sidonia       |  |  |  |  |  |  |  |  |  |  |  |  |  |  |  |
| |                                                                  |  |  |  |  |  |  |  |  |  |  |  |  |  |  |  |
| |                                                                  |  |  |  |  |  |  |  |  |  |  |  |  |  |  |  |
| | 21. Ana Gómez de Silva y de Mendoza                              |  |  |  |  |  |  |  |  |  |  |  |  |  |  |  |
| |                                                                  |  |  |  |  |  |  |  |  |  |  |  |  |  |  |  |
| |                                                                  |  |  |  |  |  |  |  |  |  |  |  |  |  |  |  |
| | 5. Luisa Francisca de Guzmán                                     |  |  |  |  |  |  |  |  |  |  |  |  |  |  |  |
| |                                                                  |  |  |  |  |  |  |  |  |  |  |  |  |  |  |  |
| |                                                                  |  |  |  |  |  |  |  |  |  |  |  |  |  |  |  |
| | 22. Francisco Gómez de Sandoval y Borja, I duque de Lerma        |  |  |  |  |  |  |  |  |  |  |  |  |  |  |  |
| |                                                                  |  |  |  |  |  |  |  |  |  |  |  |  |  |  |  |
| |                                                                  |  |  |  |  |  |  |  |  |  |  |  |  |  |  |  |
| | 11. Juana Lorenza Gómez de Sandoval y de la Cerda                |  |  |  |  |  |  |  |  |  |  |  |  |  |  |  |
| |                                                                  |  |  |  |  |  |  |  |  |  |  |  |  |  |  |  |
| |                                                                  |  |  |  |  |  |  |  |  |  |  |  |  |  |  |  |
| | 23. Catalina de la Cerda y Braganza                              |  |  |  |  |  |  |  |  |  |  |  |  |  |  |  |
| |                                                                  |  |  |  |  |  |  |  |  |  |  |  |  |  |  |  |
| |                                                                  |  |  |  |  |  |  |  |  |  |  |  |  |  |  |  |
| | 1. Juan V, rey de Portugal                                       |  |  |  |  |  |  |  |  |  |  |  |  |  |  |  |
| |                                                                  |  |  |  |  |  |  |  |  |  |  |  |  |  |  |  |
| |                                                                  |  |  |  |  |  |  |  |  |  |  |  |  |  |  |  |
| | 24. Felipe Luis, conde palatino del Palatinado-Neoburgo          |  |  |  |  |  |  |  |  |  |  |  |  |  |  |  |
| |                                                                  |  |  |  |  |  |  |  |  |  |  |  |  |  |  |  |
| |                                                                  |  |  |  |  |  |  |  |  |  |  |  |  |  |  |  |
| | 12. Wolfgang Guillermo, conde palatino del Rin                   |  |  |  |  |  |  |  |  |  |  |  |  |  |  |  |
| |                                                                  |  |  |  |  |  |  |  |  |  |  |  |  |  |  |  |
| |                                                                  |  |  |  |  |  |  |  |  |  |  |  |  |  |  |  |
| | 25. Duquesa Ana de Jülich-Kleve-Berg                             |  |  |  |  |  |  |  |  |  |  |  |  |  |  |  |
| |                                                                  |  |  |  |  |  |  |  |  |  |  |  |  |  |  |  |
| |                                                                  |  |  |  |  |  |  |  |  |  |  |  |  |  |  |  |
| | 6. Felipe Guillermo de Neoburgo, elector del Palatinado-Neoburgo |  |  |  |  |  |  |  |  |  |  |  |  |  |  |  |
| |                                                                  |  |  |  |  |  |  |  |  |  |  |  |  |  |  |  |
| |                                                                  |  |  |  |  |  |  |  |  |  |  |  |  |  |  |  |
| | 26. Guillermo V, duque de Baviera                                |  |  |  |  |  |  |  |  |  |  |  |  |  |  |  |
| |                                                                  |  |  |  |  |  |  |  |  |  |  |  |  |  |  |  |
| |                                                                  |  |  |  |  |  |  |  |  |  |  |  |  |  |  |  |
| | 13. Duquesa Magdalena de Baviera                                 |  |  |  |  |  |  |  |  |  |  |  |  |  |  |  |
| |                                                                  |  |  |  |  |  |  |  |  |  |  |  |  |  |  |  |
| |                                                                  |  |  |  |  |  |  |  |  |  |  |  |  |  |  |  |
| | 27. Duquesa Renata de Lorena                                     |  |  |  |  |  |  |  |  |  |  |  |  |  |  |  |
| |                                                                  |  |  |  |  |  |  |  |  |  |  |  |  |  |  |  |
| |                                                                  |  |  |  |  |  |  |  |  |  |  |  |  |  |  |  |
| | 3. Condesa palatina María Sofía de Palatinado-Neoburgo           |  |  |  |  |  |  |  |  |  |  |  |  |  |  |  |
| |                                                                  |  |  |  |  |  |  |  |  |  |  |  |  |  |  |  |
| |                                                                  |  |  |  |  |  |  |  |  |  |  |  |  |  |  |  |
| | 28. Luis V, landgrave de Hesse-Darmstadt                         |  |  |  |  |  |  |  |  |  |  |  |  |  |  |  |
| |                                                                  |  |  |  |  |  |  |  |  |  |  |  |  |  |  |  |
| |                                                                  |  |  |  |  |  |  |  |  |  |  |  |  |  |  |  |
| | 14. Jorge II, landgrave de Hesse-Darmstadt                       |  |  |  |  |  |  |  |  |  |  |  |  |  |  |  |
| |                                                                  |  |  |  |  |  |  |  |  |  |  |  |  |  |  |  |
| |                                                                  |  |  |  |  |  |  |  |  |  |  |  |  |  |  |  |
| | 29. Princesa Magdalena de Brandeburgo                            |  |  |  |  |  |  |  |  |  |  |  |  |  |  |  |
| |                                                                  |  |  |  |  |  |  |  |  |  |  |  |  |  |  |  |
| |                                                                  |  |  |  |  |  |  |  |  |  |  |  |  |  |  |  |
| | 7. Landgravina Isabel Amalia de Hesse-Darmstadt                  |  |  |  |  |  |  |  |  |  |  |  |  |  |  |  |
| |                                                                  |  |  |  |  |  |  |  |  |  |  |  |  |  |  |  |
| |                                                                  |  |  |  |  |  |  |  |  |  |  |  |  |  |  |  |
| | 30. Juan Jorge I, elector de Sajonia                             |  |  |  |  |  |  |  |  |  |  |  |  |  |  |  |
| |                                                                  |  |  |  |  |  |  |  |  |  |  |  |  |  |  |  |
| |                                                                  |  |  |  |  |  |  |  |  |  |  |  |  |  |  |  |
| | 15. Princesa Sofía Leonor de Sajonia                             |  |  |  |  |  |  |  |  |  |  |  |  |  |  |  |
| |                                                                  |  |  |  |  |  |  |  |  |  |  |  |  |  |  |  |
| |                                                                  |  |  |  |  |  |  |  |  |  |  |  |  |  |  |  |
| | 31. Duquesa Magdalena Sibila de Prusia                           |  |  |  |  |  |  |  |  |  |  |  |  |  |  |  |
| |                                                                  |  |  |  |  |  |  |  |  |  |  |  |  |  |  |  |
| |                                                                  |  |  |  |  |  |  |  |  |  |  |  |  |  |  |  |

## Sucesión
| Predecesor: Isabel Luisa de Portugal | Príncipe de Brasil 1696-1706                                                                     | Sucesor: José I |
| Predecesor: Pedro II                 | Rey de Portugal y Algarves 1706-1750 bajo regencia de su esposa María Ana de Austria (1742-1750) | Sucesor: José I |